# Parc Zariadié
Le parc Zariadié est un jardin public créé en 2017 au centre de Moscou, capitale de la Russie. Situé sur la rive gauche de la Moskova, Il est mitoyen de la place Rouge et du Kremlin. Ce parc a une superficie de 13 hectares et est construit à l'emplacement de l'ancien hôtel Rossiya. Il présente des reconstitutions des principaux écosystèmes naturels de la Russie. On y trouve également dans le parc une salle de concert de 1 500 places et plusieurs églises orthodoxes restaurées.

## Historique
Le début des années 1990 est marqué par d'importantes opérations immobilières dans le centre de Moscou conséquences de la chute du régime communiste et de l'introduction de l'économie de marché. Le maire de Moscou Iouri Loujkov décide en 1994 de remplacer le gigantesque hôtel  Rossiya (plusieurs milliers de chambres) situé sur les rives de la Moskova à l'est de la place Rouge et du Kremlin, qui perd de l'argent, par un nouvel hôtel et un complexe de bureaux d'une superficie de 400 000 m². Une dizaine de bâtiments de six étages sont prévus ainsi qu'un cinéma. L'hôtel a une capacité comprise entre 1 500 à 2 000). Un concours est organisé pour sélectionner un projet mais son résultat est contesté par l'un des perdants et le projet s'enlise dans une bataille juridique. L'hôtel Rossiya est démoli entre 2008 et 2010. Finalement en 2012 le premier ministre Vladimir Poutine propose de construire sur l'emplacement un parc de loisirs. À l'issue d'un concours, la réalisation du parc, qui comprend une nouvelle salle de concert symphonique, est lancée en 2014 et il est inauguré en 2017. Le cout de réalisation est évalué à 200 millions euros (14 milliards de roubles). Le parc constitue un des éléments du plan d'urbanisme du maire de Moscou Sergueï Sobianine qui a remplacé Iouri Loujkov en 2010. Celui-ci a déclaré vouloir faire de Moscou une ville plus humaine. Il a donné un coup d'arrêt aux projets immobiliers anarchiques de son prédécesseur et veut transformer l'image de Moscou plus connue pour ses longues avenues grises et ses bouchons interminables. La salle de concert est entrée en fonction en 2018. Un ensemble hôtelier doit également être construit sur le site.

## Description
Le parc a une superficie de 13 hectares et reproduit sur 4 parcelles les paysages des différents écosystèmes rencontrés fréquemment en Russie : forêt, steppe, toundra et plaine d'inondation. L'équipement le plus spectaculaire est une passerelle suspendue au-dessus de la Moskova qui permet d'avoir un point de vue remarquable sur le Kremlin. Une salle de concerts enfouie sous une colline artificielle et offrant 1 500 places  a été inaugurée en 2018. Adossé à cette colline un amphithéâtre, abrité des intempéries par un dôme en verre semi ouvert, permet d'accueillir 4 000 personnes.

## Galerie de photographies

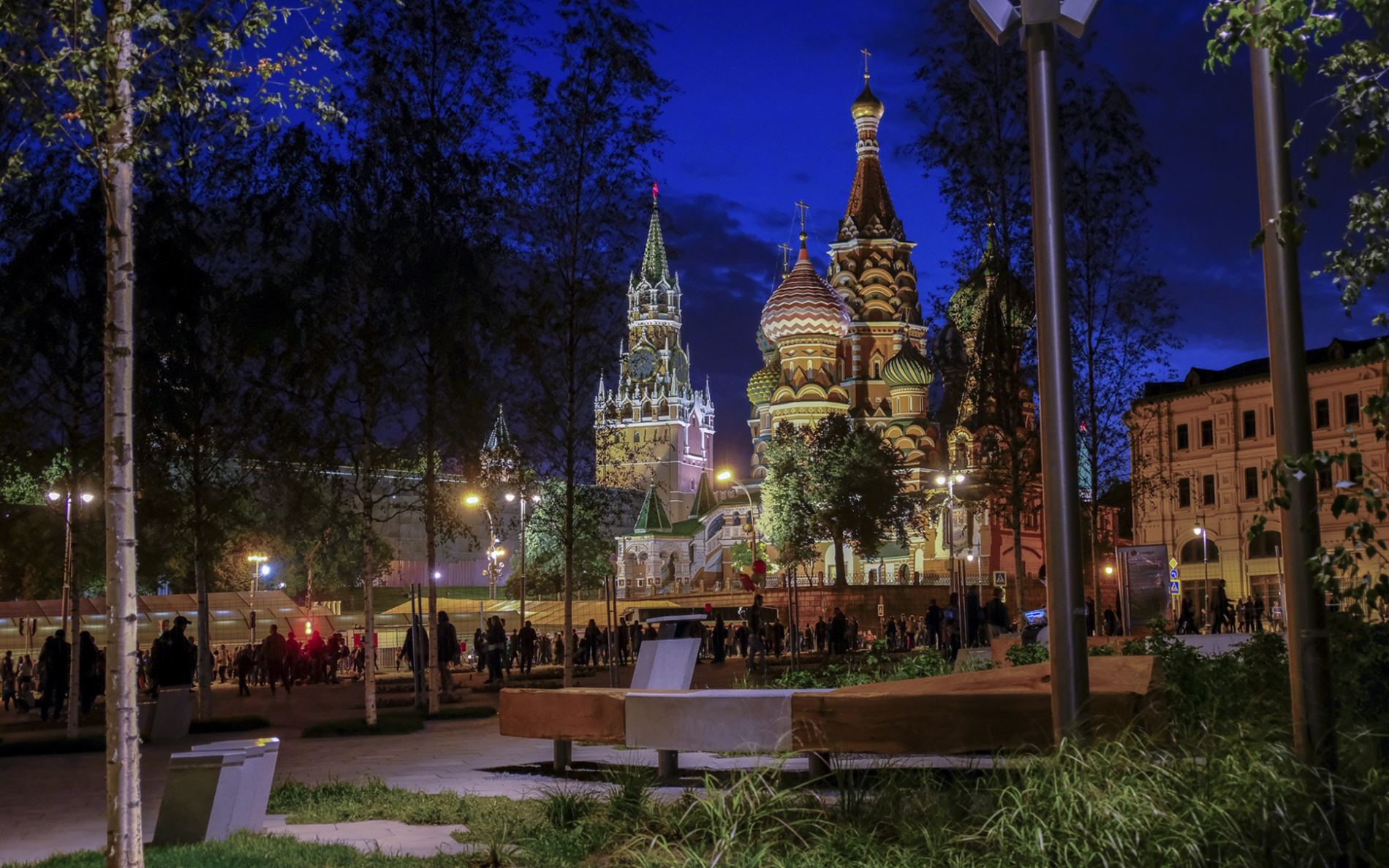
Le parc vu de nuit.
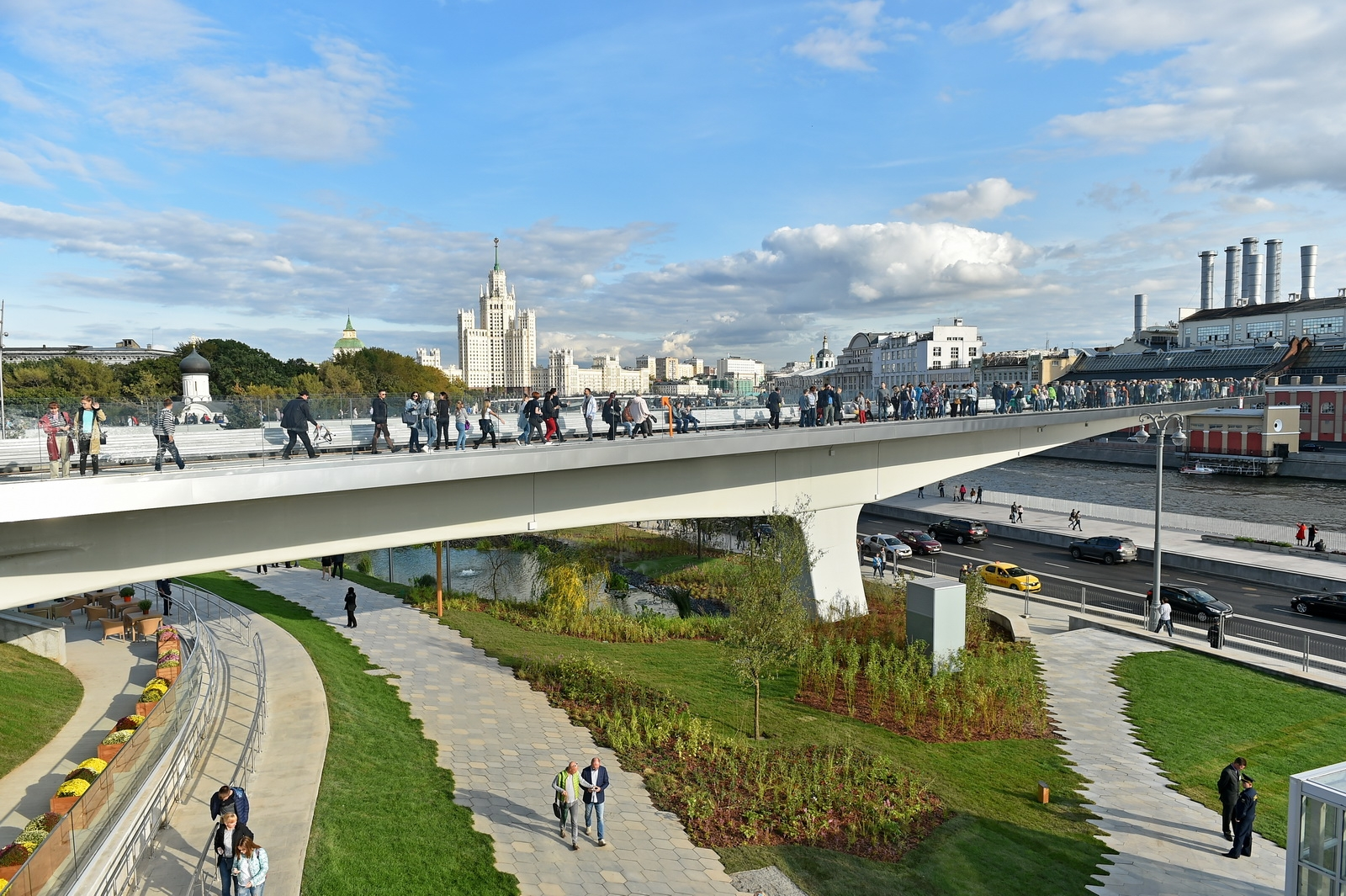
La passerelle qui surplombe la Moskova.
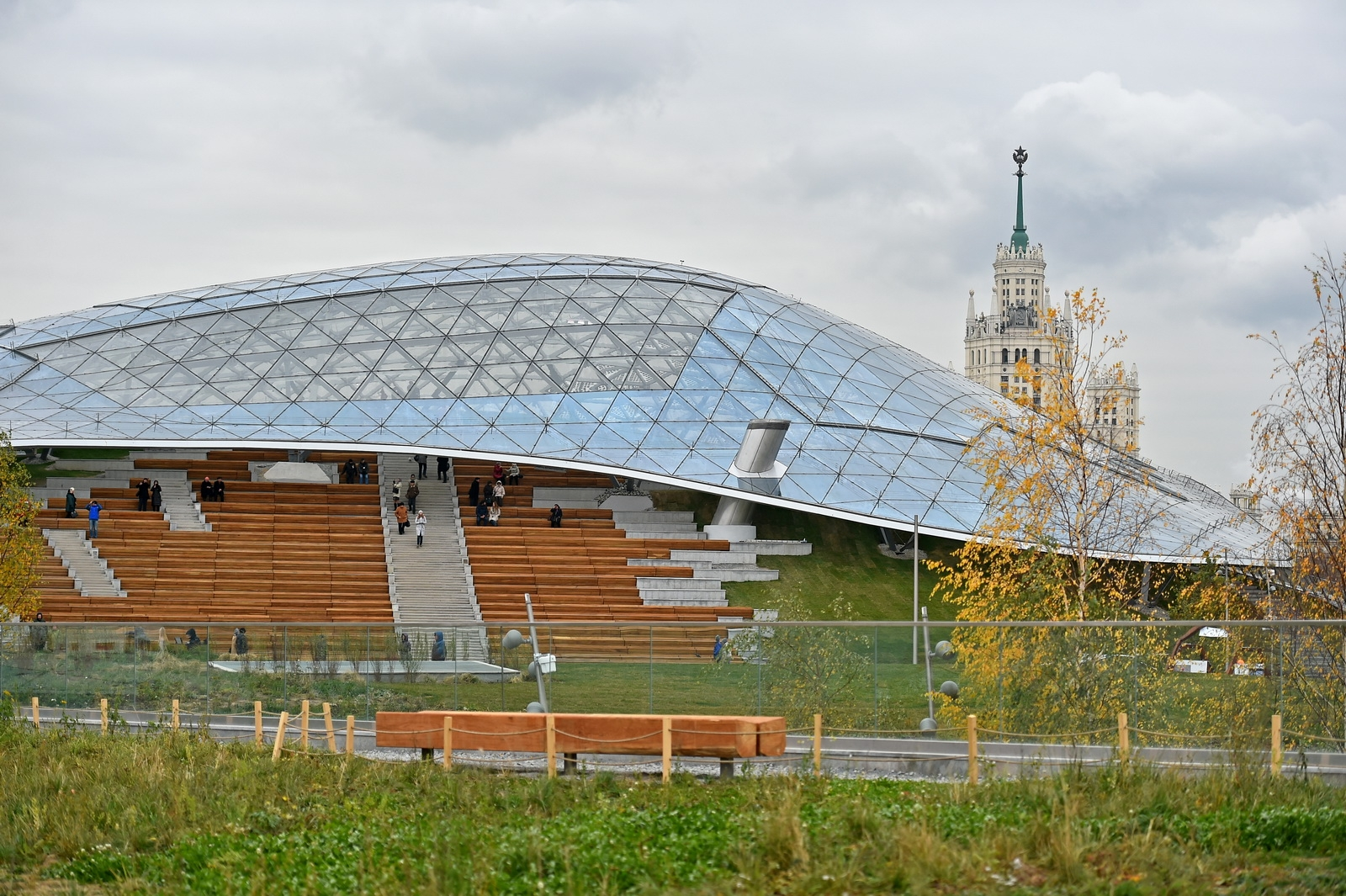
Dome de verre protégeant l’amphithéâtre.
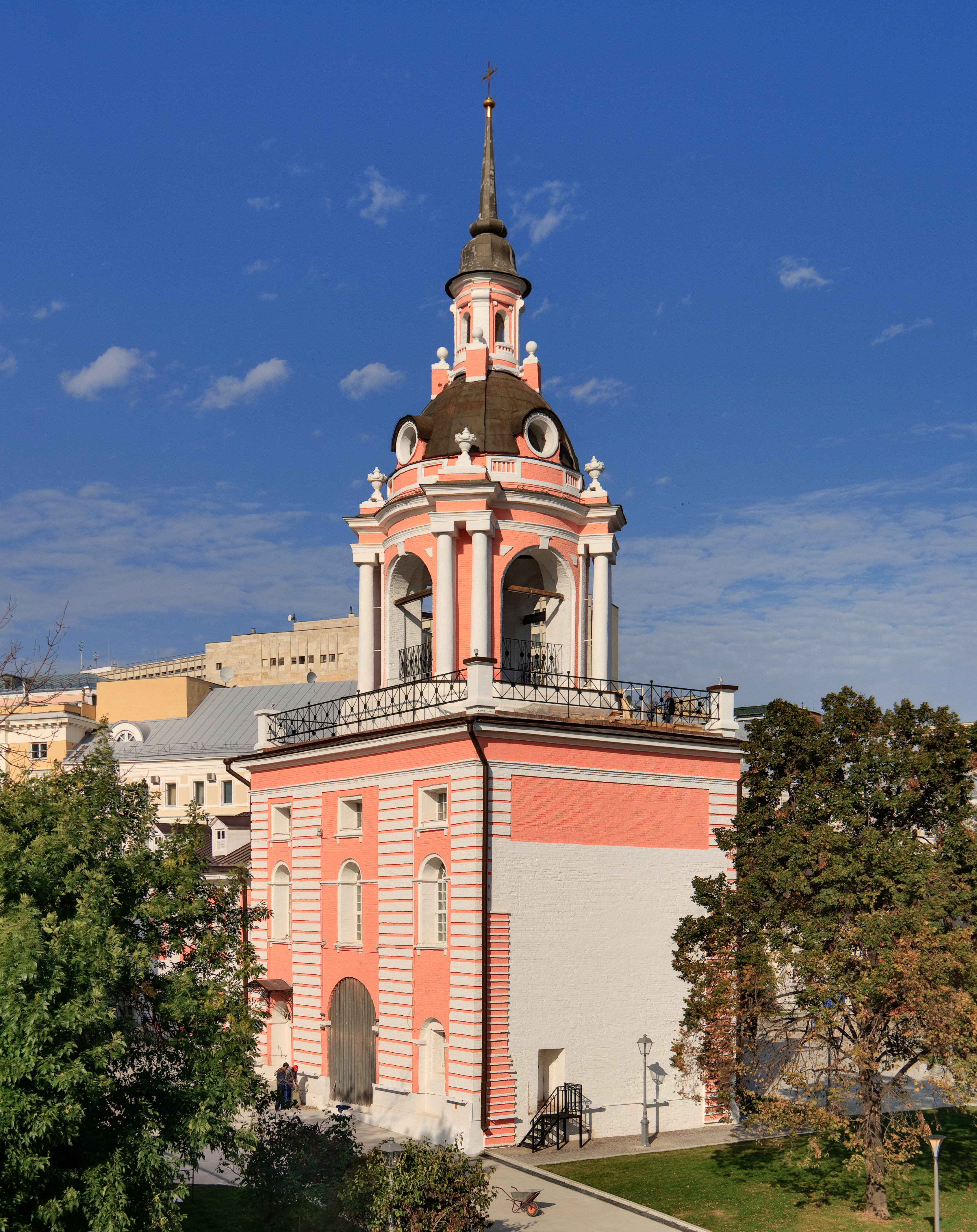
Un des édifices religieux situés dans l'enceinte du parc.
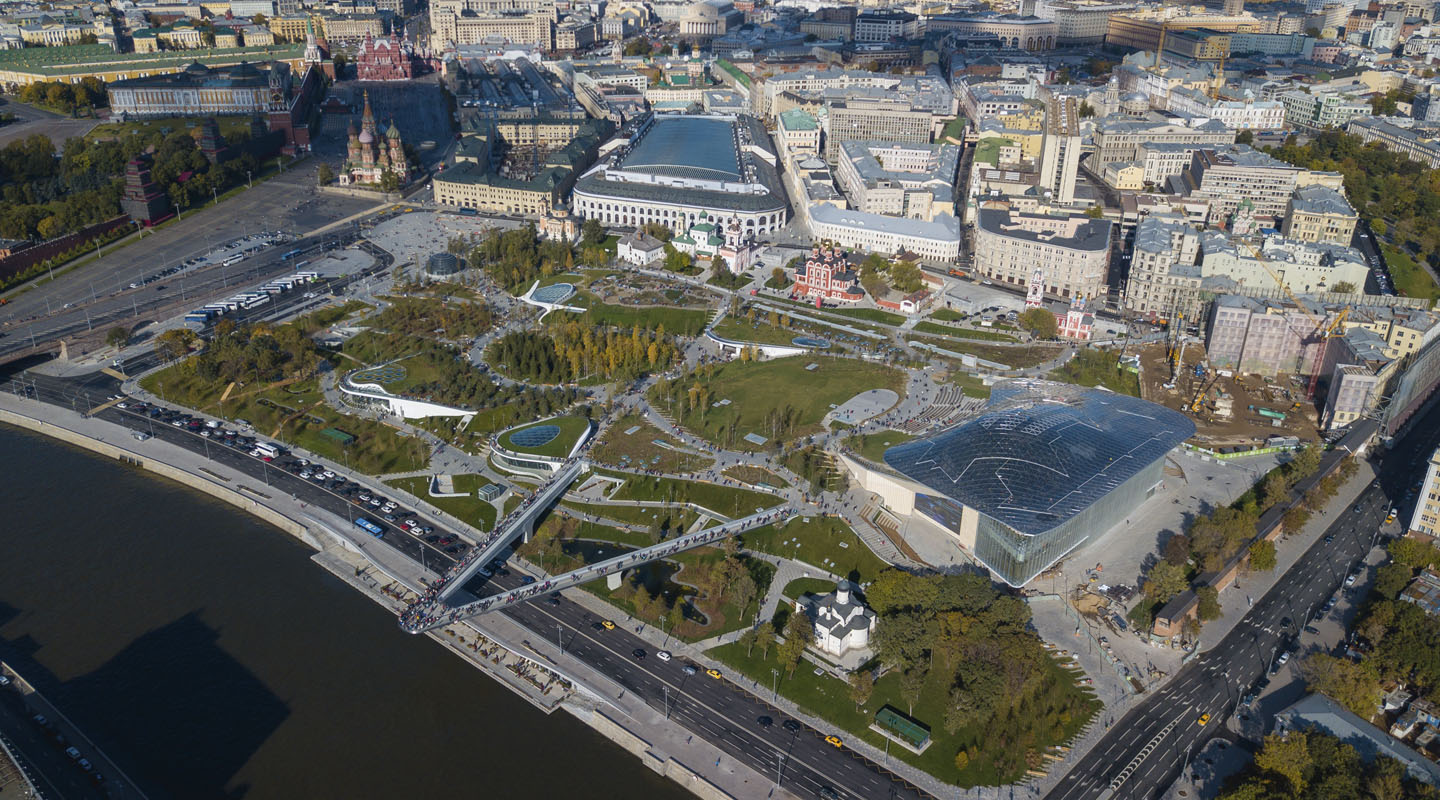